# UTFO
UTFO (abreviação de Untouchable Force Organization) foi um grupo americano de hip hop originário do Brooklyn, Nova Iorque.
O grupo consistia de Kangol Kid (Shiller Shaun Fequiere), Educated Rapper (Jeffrey Campbell), Doctor Ice (Fred Reeves) e Mix Master Ice (Maurice Bailey). O single mais conhecido do grupo é "Roxanne, Roxanne", amplamente aclamado como um clássico do hip-hop, que criou uma sensação na cena do hip hop logo depois que foi lançado e inspirou um recorde de ao menos 25 canções com "respostas" na chamada "Roxanne Wars", com estimativas em última análise, com mais de 100 respostas. A mais notável releitura foi feito pela protegida do produtor Marley Marl, Roxanne Shante, e que levou a primeira batalha do rap. "Roxanne, Roxanne" foi originalmente o Lado-B no single da faixa "Hangin' Out." Devido a problemas pessoais, Educated Rapper estava ausente no segundo disco do grupo, Skeezer Pleezer (1986), que produziu o single "Split Personality".  EMD esteve, entretanto, em uma faixa do álbum, "Pick Up The Pace", que também fez parte da trilha sonora do filme Krush Groove.
Em 2008, “Roxanne, Roxanne” foi classificado como número 84 na lista das "100 Maiores Canções de Hip Hop" feita pelo canal VH1.
Em 3 de junho de 2017, Campbell morreu após sua batalha contra um câncer.

## Discografia

### Álbuns
- UTFO (1985), Select
- Skeezer Pleezer (1986), Select
- Lethal (1987), Select
- Doin' It! (1989), Select
- Bag It & Bone It (1991), Jive/RCA Records

### Singles
- "Hangin' Out" b/w "Roxanne, Roxanne" (1984), Select
- "Roxanne, Roxanne" (1984), Select
- "Beats and Rhymes" (1984), Select
- "Bite It" (1985), Select
- "Leader of the Pack" (1985), Select
- "Pick Up the Pace" (1985), Select
- "Split Personality" (1986), Select
- "We Work Hard" (1986), Select
- "Ya Cold Wanna Be with Me" (1987), Select
- "Lethal" (1987), Select
- "Let's Get It On" (1988), Select
- "Rough & Rugged" (1989), Select
- "Wanna Rock" (1989), Select
- "Lisa Lips" (1989), Select
- "My Cut Is Correct" (1989), Select
- "If You Don't Wanna Get Pregnant" (1990), Jive
- "I'm a Dog" (1991), Jive

### Coletâneas
- The Best of U.T.F.O. (1996), Select
- Skeezer Pleezer/Lethal (2000), BCM